# Mesa del Sauz
Mesa del Sauz är en ort i Mexiko.   Den ligger i kommunen Jalpan de Serra och delstaten Querétaro Arteaga, i den centrala delen av landet, 220 km norr om huvudstaden Mexico City. Mesa del Sauz ligger 872 meter över havet och antalet invånare är 142.
Terrängen runt Mesa del Sauz är kuperad åt sydväst, men åt nordost är den bergig. Runt Mesa del Sauz är det ganska glesbefolkat, med 23 invånare per kvadratkilometer. Närmaste större samhälle är Landa de Matamoros, 19,5 km söder om Mesa del Sauz. I omgivningarna runt Mesa del Sauz växer huvudsakligen savannskog.